# Tales (voilier)
Pour les articles homonymes, voir Tales (homonymie).
Tales est un voilier monocoque lancé en 2008, conçu pour la course au large, adhérant à la Class40.
Il porte les couleurs de Tales de 2008 à 2014, de Phoenix Europe-Carac et Phoenix Europe en 2013, d'Advanced Énergies en 2014, Advanced Energies - Carac (puis Carac - Advanced Energies) de 2014 à 2016, et de Yoda depuis 2017.

## Historique

### Tales
En octobre 2008, le monocoque skippé par Gonzalo Botin et Javier De La Plaza prend le départ de la Solidaire du Chocolat. À la suite d'une avarie de pilote et de la blessure de l'un des deux navigateurs, le monocoque est contraint à l'abandon et rejoint Lisbonne.
En juillet 2010, le voilier remporte le championnat du monde Class40 à Gijón. En novembre, il termine la Route du Rhum à Pointe-à-Pitre à la trente-deuxième place.
Tenant du titre, le monocoque termine à la seconde place du Mondial Class40 à Bénodet en 2011, il récupère son titre l'année suivante à La Rochelle.

### Phoenix Europe
Pour l'édition 2013 de la Transat Jacques Vabre, le monocoque aux couleurs de Phoenix Europe est skippé par Louis Duc et Stéphanie Alran. Il arrive à Itajaí à la dixième place après 23 jours, 2 heures, 40 minutes et 7 secondes de course.

### Advanced Energies-Carac(puisCarac-Advanced Energies)
Le voilier prend le départ de la dixième édition de la Route du Rhum sous les couleurs d'Advanced Energies-Carac. Peu de temps après le départ, le monocoque effectue une escale technique à Brest. Il est plus tard contraint à l'abandon à la suite d'une avarie de grand voile.
Alors que plusieurs bateaux de nouvelle génération prennent le départ à ses côtés, le monocoque décroche la troisième place de la Transat Jacques Vabre à Itajaí.
L'année suivante, le voilier remporte à New York la deuxième marche du podium de la Transat anglaise.

### Yoda

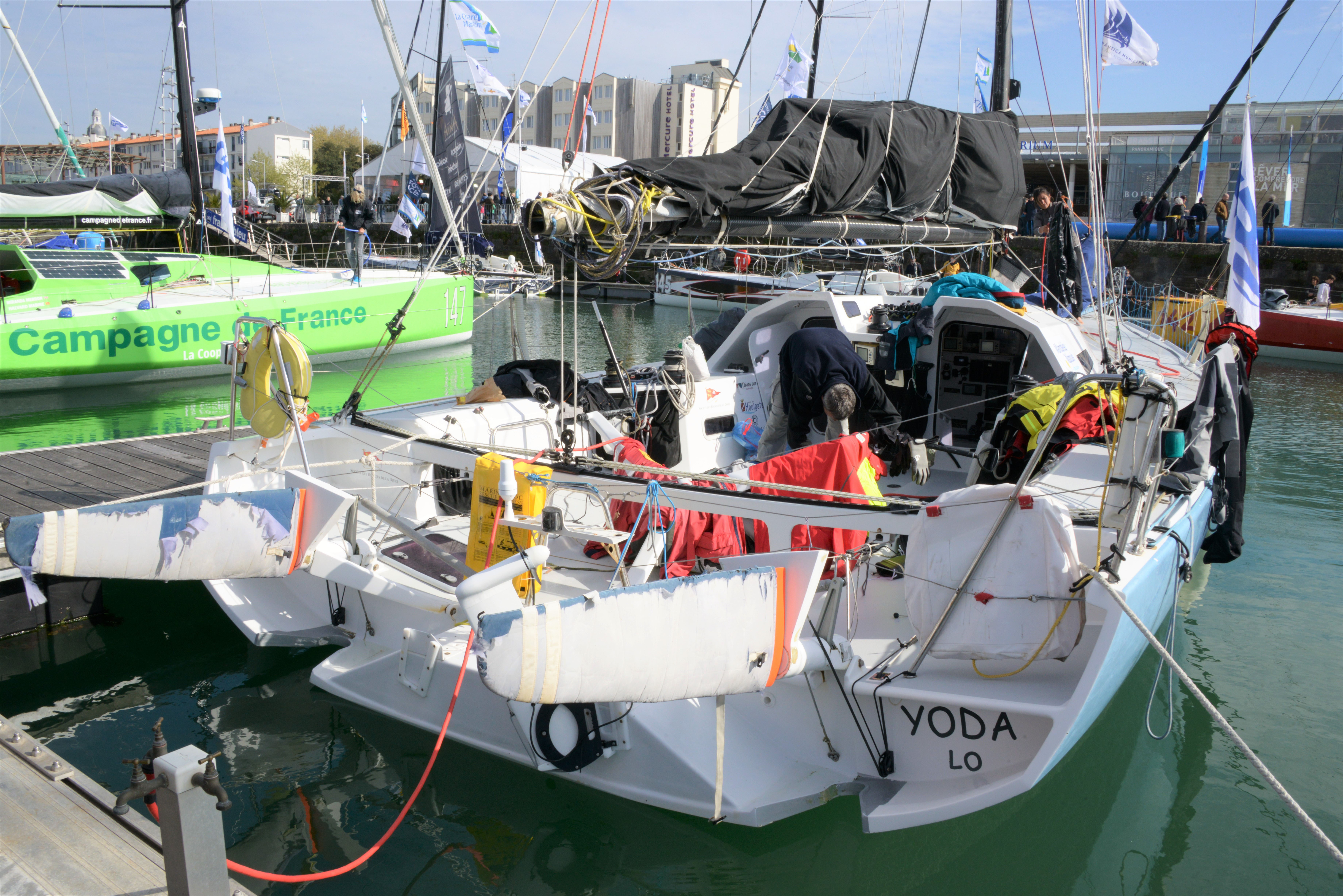
Le cockpit de Yoda vu dans le port de La Rochelle à l'issue du Défi Atlantique 2019.

En 2018, le monocoque prend le départ de la Route du Rhum sous son nouveau nom de Yoda et arrive à la vingt-deuxième place à Pointe-à-Pitre.

## Palmarès

### 2008-2013:Tales
- 2008 :
  - 2e du Morbihan Mondial 40[12]
- 2010 :
  - 1er du Mondial Class40
  - 32e de la Route du Rhum
- 2011 :
  - 2e du Mondial Class40
- 2012 :
  - 1er du Mondial Class40
- 2013 :
  - 5e de l'Armen Race[12]

### 2013:Phoenix Europe-Carac
- 9e de la Normandy Channel Race[12]
- 6e de Les Sables-Horta-Les Sables[12]

### 2013:Phoenix Europe
- 15e de la Rolex Fastnet Race[12]
- 10e de la Transat Jacques Vabre

### 2014:Advanced Énergies
- 10e de la Normandy Channel Race[12]
- 13e de La Qualif'[12]

### 2014-2016:Advanced Energies-Carac(puisCarac-Advanced Energies)
- 2015 :
  - 5e de la Normandy Channel Race[13]
  - 3e du Record SNSM[14]
  - 4e de Les Sables-Horta-Les Sables[12]
  - 3e de la Transat Jacques Vabre
- 2016:
  - 2e de la Transat anglaise
  - 9e de la Transat Québec-Saint-Malo[12]
  - 15e de la Normandy Channel Race[12]

### Depuis 2017:Yoda
- 2017 :

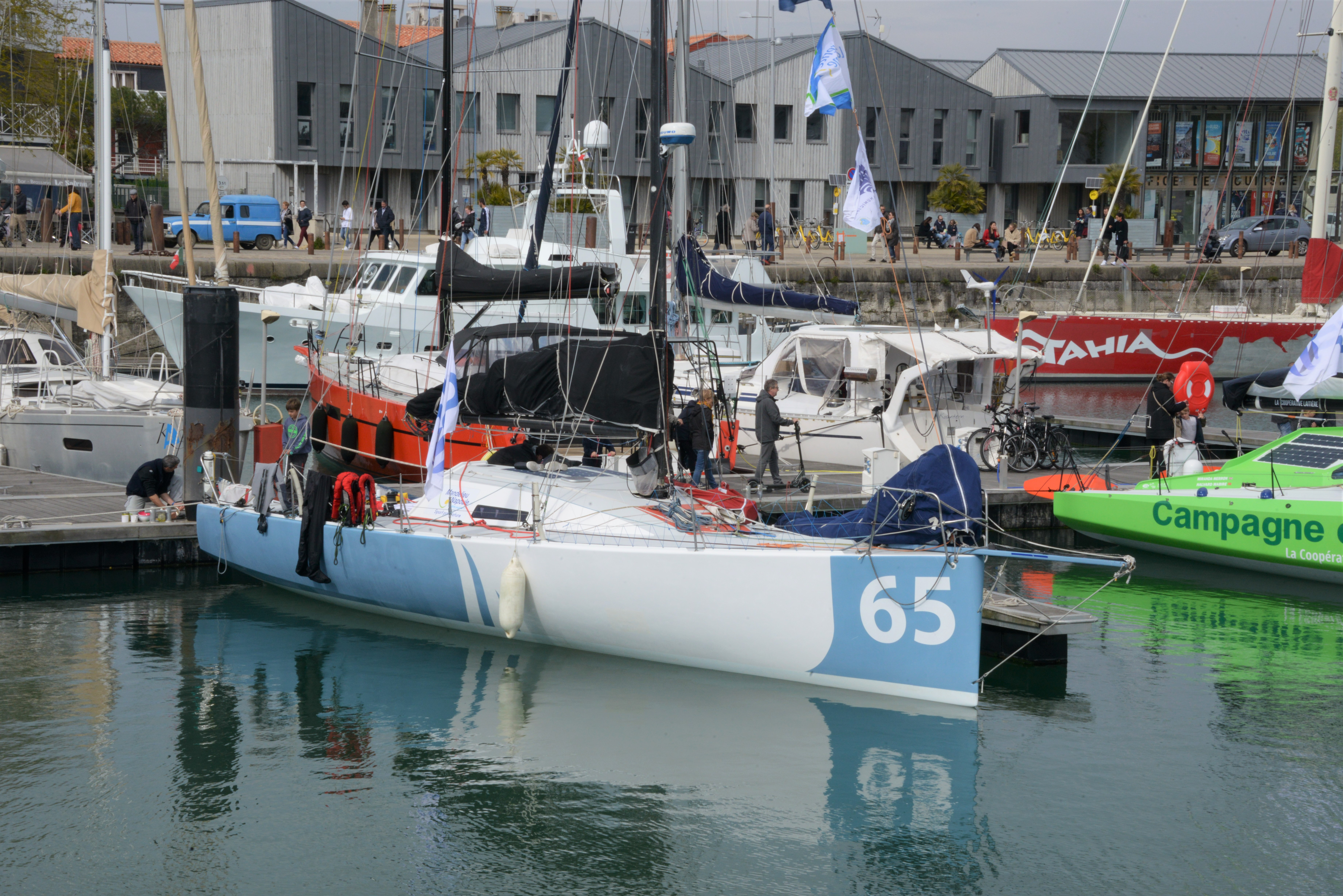
Yoda à quai dans le port de La Rochelle à l'issue du Défi Atlantique 2019.

  - 16e de la Normandy Channel Race[12]
  - 2e de l'Armen Race[12]
  - 10e de Les Sables-Horta[12]
- 2018 :
  - 8e des 1000 Milles des Sables[12]
  - 21e de la Drheam Cup[12]
  - 22e de la Route du Rhum
- 2019 :
  - 9e du Défi Atlantique[12]
  - 11e de la Normandy Channel Race[12]
  - 11e de la Rolex Fastnet Race[12]
  - 11e de La 40' Malouine SACIB[12]
- 2021 :
  - 19e de Les Sables-Horta[15]
  - 21e de la Rolex Fastnet Race[12]
  - 15e de La 40' Malouine Lamotte[12]
- 2022 :
  - 6e de l'Armen Race[12]
  - 14e du Championnat du monde Class40[12]
  - 29e de la Drheam Cup[12]